# Bütschwil
Bütschwil (toponimo tedesco) è una frazione di 3 354 abitanti del comune svizzero di Bütschwil-Ganterschwil, nel Canton San Gallo (distretto del Toggenburgo).

## Geografia fisica
Il territorio di Bütschwil è attraversato dal fiume Thur.

## Storia

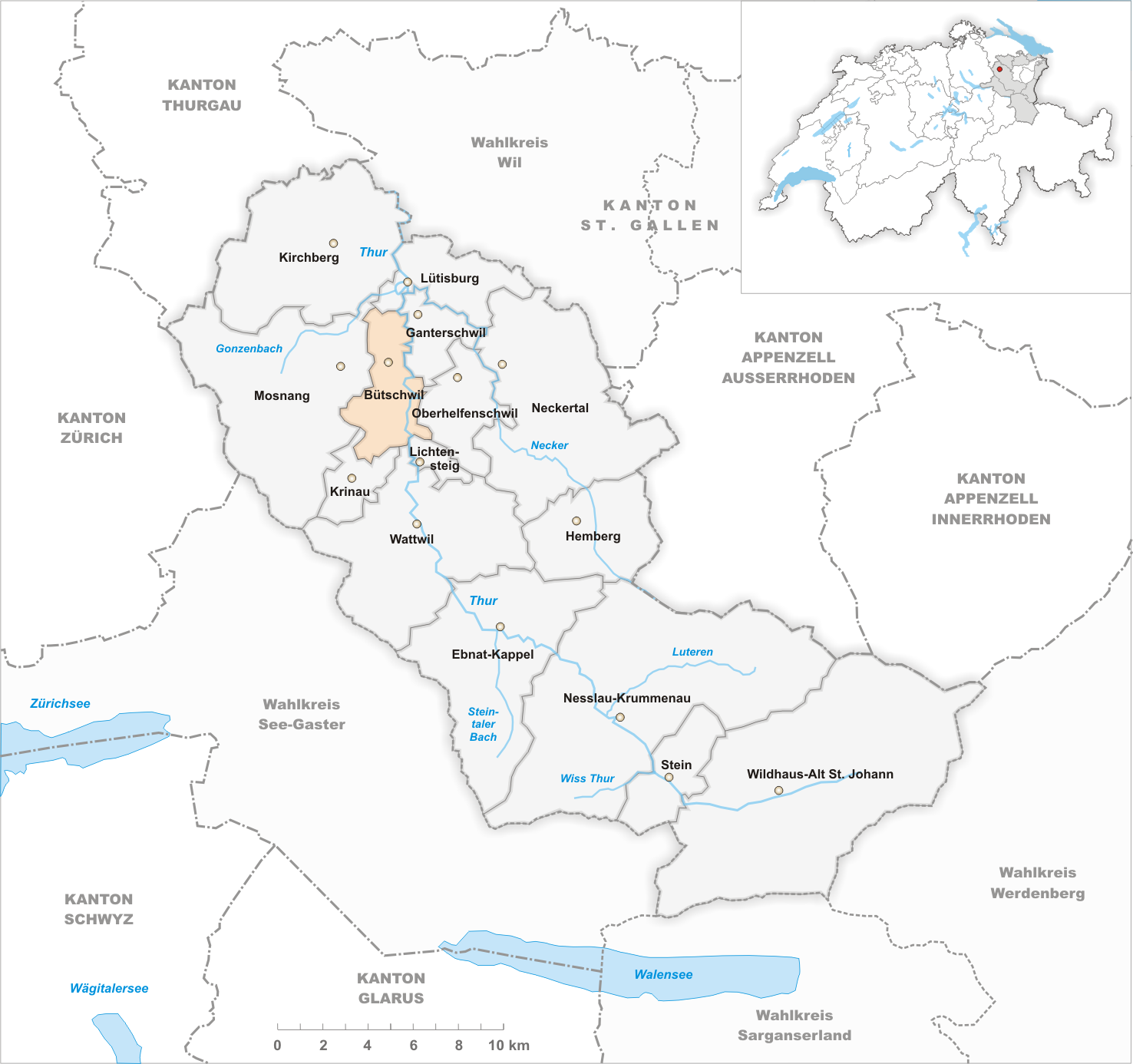
Il territorio del comune di Bütschwil prima degli accorpamenti comunali del 2013

Già comune autonomo istituito nel 1803, si estendeva per 13,79 km² e comprendeva anche le frazioni di Dietfurt, Feld, Grämingen, Kengelbach, Langensteig, Laufen, Lütisburg Station (compresa anche nei comuni di Lütisburg e Mosnang), Tierhag e Zwiselen; il 1º gennaio 2013 è stato accorpato all'altro comune soppresso di Ganterschwil per formare il nuovo comune di Bütschwil-Ganterschwil, del quale Bütschwil è sede municipale.

## Monumenti e luoghi d'interesse
- Chiesa parrocchiale cattolica di San Chiliano, attestata dal 1275 e ricostruita[1];
- Chiesa evangelica a Feld, eretta nel 1905[1].

## Società

### Evoluzione demografica
L'evoluzione demografica è riportata nella seguente tabella:
Abitanti censiti

## Infrastrutture e trasporti

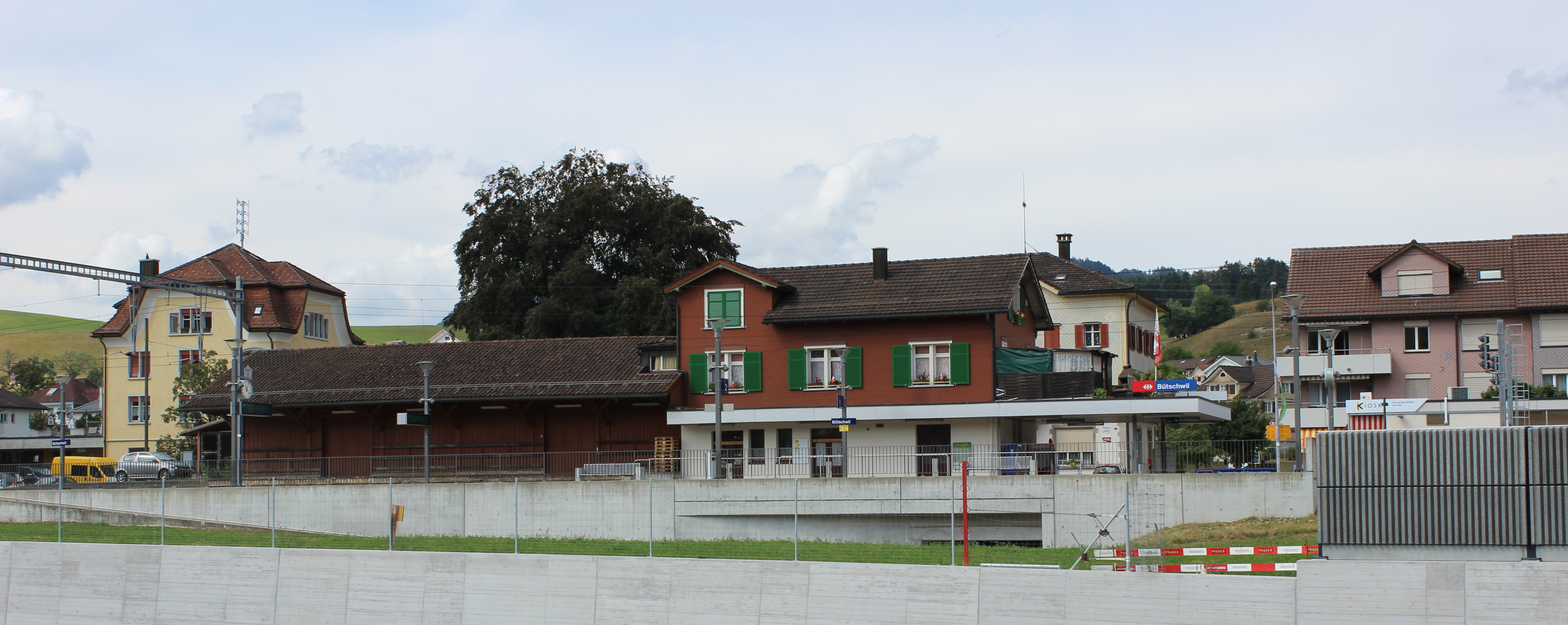
La stazione di Bütschwil

Bütschwil è attraversato dalla strada principale 16 ed è servito dalle stazioni di Bütschwil, di Dietfurt e di Lütisburg sulla ferrovia Wil-Ebnat-Kappel (linea S9 della rete celere di San Gallo).